# Halashi, Iran
Halashi (în persană هلشي, de asemenea, romanizat ca Halashī) este un oraș și capitală a Shahrestānul Firuzabad, în Shahrestānul Kermanshah, Provincia Kermanshah, Iran.  La recensământul din 2006, populația sa era de 457 de locuitori, în 114 familii.